# Jules Duchastel
Pour les articles homonymes, voir Duchastel.
Jules Duchastel (né en 1943) est un sociologue québécois. 
Il est professeur émérite au département de sociologie de l'Université du Québec à Montréal. Entre 2001et 2008, il était titulaire de la Chaire de recherche du Canada en Mondialisation, citoyenneté et démocratie. Il est spécialisé en analyse du discours politique.

## Son travail
Dans son travail, Jules Duchastel se penche sur les discours tenus par les acteurs politiques dans le cadre de la transformation des modes de régulation sociale. Duchastel entend la politique dans un sens large. Outre le sens strict qui lie la politique aux institutions politiques (par exemple l'appareil d'État, mouvement syndical, représentation politique), Duchastel l'envisage comme un ensemble multiple de rapports de pouvoir et de domination ainsi que des prises de position. 
Depuis les années 1980, Duchastel a développé une approche qualitative et quantitative de l'analyse des discours politiques. En 1983, il a fondé le Centre d'Analyse de texte par ordinateur de l'Université du Québec à Montréal, ou le logiciel SATO a été développé. Il est également à l'origine du Groupe de recherche en analyse du discours politique (GRADIP).

### Société libérale duplessiste
Dès le début des années 1980, Jules Duchastel s'est intéressé, avec le sociologue Gilles Bourque, à la société québécoise durant la période des mandats du premier ministre Maurice Duplessis, premier ministre du Québec entre 1936 et 1939 et puis de 1944 à 1959. Duchastel et Bourque décrivent la société québécoise d'alors comme celle d'« un régime de Notables qui placé sous l'hégémonie du grand capital, constitue la paysannerie en classe appuie, et pose l'entreprise privée, le marché, le parti (l'Union nationale), la famille et l'Église catholique comme les institutions sociales fondamentales d'une société inscrite dans l'espace de la province de Québec ». Dans leur travail, Duchastel et Bourque ont montré que la période dite de la «Grande Noirceur» se caractérisait en fait par la mise en place d'un mode libéral de régulation des rapports.

### Fragmentation de l'identité canadienne
Au début des années 1990, Duchastel s'est consacré à l'étude de l'identité canadienne. À partir de l'analyse des différentes rondes de discussions constitutionnelles sur le Canada entre 1940 et 1990, Bourque et Duchastel ont montré que la Canada se représente de plus en plus comme une société d'identités et de citoyennetés particularistes . Leur analyse s'est penchée tout particulièrement sur les diverses représentations de l'identité canadienne, québécoise et autochtone. Ils ont montré comment cette fragmentation du Canada par les identités a mis en péril la démocratie et fragilisé les institutions politiques.

### Mondialisation et espace délibératif mondial
Plus récemment, Duchastel s'est intéressé aux transformations de la société contemporaine et à la mondialisation. Dans son travail actuel, il se penche plus particulièrement sur le discours la société civile. Il définit la société civile comme étant constituée d'une « myriade de mouvements sociaux, de groupes écologistes ou communautaires, souvent organisés en réseaux mais dépourvus de toute structure hiérarchique et aux intérêts parfois divergents qui tentent d’influencer l’agenda des gouvernements. Au sens large, la société civile comprend aussi les chambres de commerce et autres organisations non gouvernementales de défense des intérêts privés. » Cette société civile est particulièrement active dans ce qu'il appelle l'«espace délibératif mondial». Cet espace est caractérisé par le fait qu'il soit «traversé par des logiques contradictoires de démocratisation/politisation et de technocratisation/dépolitisation de la régulation supranationale.»
L'importance croissante de cet espace délibératif s'inscrit dans le cadre d'une politisation croissante de la mondialisation. L'analyse des discours des acteurs occupant l'espace montre une politisation relativement nouvelle. Cette nouvelle politisation, Duchastel ne la constate pas uniquement auprès des ONG citoyennes mais également auprès des organisations internationales comme la Banque mondiale ou le Fonds monétaire international. Il appelle cette nouvelle tendance l'«inflexion sociale du discours». Cette inflexion est particulièrement apparente lorsque les organisations internationales prennent, dans leurs rapports annuels et dans leurs communications publiques, grand soin à se positionner sous un jour favorable quant à leurs positions face à la démocratie, aux droits humains, à l'environnement mais également au développement des pays du Sud. 
Duchastel constate que depuis les années 2000, les mouvements sociaux de contestation et la société civile sont impliqués dans une critique de fond de la démocratie représentative. Il observe une distance grandissante entre la société civile et les institutions politiques. D'une manière générale, Duchastel a relevé des similarités entre les discours des mouvements sociaus actuels et les institutions néolibérales. Ces similarités sont particulièrement évidentes lorsque les deux groupes critiquent l'omnipotence de État.

## Prix et reconnaissances
- Membre de la Société royale du Canada
- Prix Richard-Arès (1996) pour l'Identité fragmentée (avec Gilles Bourque en collaboration avec Victor Armony)